# Валенко, Евгений Игоревич
Евгений Игоревич Валенко (укр. Євге́ній І́горович Валенко; род. 1 ноября 1984, Керчь, Крымская область) — украинский игрок в мини-футбол и нападающий казахстанского «Актобе». Мастер спорта Украины (2011).

## Выступления за сборные
13 марта 2009 года в двадцатичетырехлетнем возрасте дебютировал в составе национальной сборной Украины в неофициальной товарищеской игре против перволиговой «Крепости» (Каменец-Подольский) и сразу отметился забитым голом. Официальный дебют состоялся в матче отбора на Евро-2010 19 марта этого же года в матче против сборной Андорры.

## Награды и достижения

### Командные
ХНУВД
- Победитель розыгрыша европейского Кубка среди команд силовых структур
- Чемпион мира среди полицейских по версии WISPA: 2005

«Ураган»
- Чемпион Украины: 2010/11
- Серебряный призёр чемпионата Украины: 2012/13
- Бронзовый призёр чемпионата Украины (2): 2011/12, 2013/14
- Обладатель суперкубка Украины: 2011

«Фенер»
- Серебряный призёр чемпионата Азербайджана: 2014/15
- Обладатель Кубка Азербайджана: 2014/15

«Локомотив» Харьков
- Серебряный призёр чемпионата Украины: 2015/16
- Обладатель кубка Украины: 2015/16

«Экономац»
- Чемпион Сербии: 2016/17
- Обладатель Кубка Сербии: 2016/17

«Актобе»
- Серебряный призер чемпионата Казахстана: 2017/18
- Обладатель Кубка Казахстана: 2018